# İki Kadın
İki Kadın (en turc Dues dones) és una pel·lícula turca del 1992 escrita i dirigida per Yavuz Özkan. Va ser guanyar del premi a la millor pel·lícula turca de l'any al Festival Internacional de Cinema d'Istanbul.

## Repartiment
| Actor            | Paper                  |
| ---------------- | ---------------------- |
| Zuhal Olcay      | Prostituta             |
| Serap Aksoy      | Dona                   |
| Haluk Bilginer   | Ministre               |
| Tunca Yönder     | Advocat                |
| Nejat Boren      | Restaurador            |
| Sabahattin Çetin | Amic                   |
| Göknil Vuran     | Nena                   |
| İlhan Dolunay    | pare                   |
| Funda Eskioğlu   | Dona cuidadora         |
| Turgay Tanülkü   | Periodista             |
| Aycan Çetin      | Periodista             |
| Fatoş Ceylan     | Periodista             |
| Yalçın Sayın     | Periodista             |
| Gülengül Soytürk | Periodista             |
| Güngör Erbayık   | Esposa del restaurador |
| Özlem Denizci    | Locutor de televisió   |
| Cengiz Gülap     | Protector              |
| Erdal Kaynar     | Protector              |
| Önder Doğan      | Protector              |